# Calling Rastafari
A Calling Rastafari című Burning Spear  album 2000-ben Grammy-díjat nyert.

## Számok
1. "As It Is"
2. "Hallelujah" (Extended Mix)
3. "House of Reggae"
4. "Let's Move"
5. "Brighten My Vision"
6. "You Want Me To"
7. "Calling Rastafari"
8. "Sons of He" (Extended Mix)
9. "Statue of Liberty"
10. "Own Security"
11. "Holy Man" (Extended Mix)